# 垂瓜果
垂果瓜（学名：Melothria pendula）为葫芦目葫蘆科垂果瓜屬下的其中一种，于18世纪由卡尔·林奈描述及命名。该物种主要分布于美国东南部。果有毒，誤食會造成腹瀉。

## 詞源
Melothria 的屬名來自古希臘語 μηλοθρων（“一種白葡萄”），指的是該屬所產的小葡萄藤果實。而種名 pendula 意思是“懸掛”。

## 毒性
成熟的黑色漿果在食用時具有強效通便的功效。根、藤、葉和花具有未知的毒性。

## 生態性
Hypercompe cunigunda 幼蟲以這種植物為食。